# الألعاب الأوروبية 2023
الألعاب الأوروبية 2023 هي النسخة الثالثة من بطولة الألعاب الأوروبية، من المقرر أن تقام في مدينة كراكوف، بولندا وستكون مؤهلة إلى الألعاب الأولمبية الصيفية 2024.